# David Langan
David Langan (Dublino, 15 febbraio 1957) è un ex calciatore irlandese, di ruolo difensore.

## Carriera

### Club
Ha giocato tra la prima e la quarta divisione del campionato inglese di calcio.

### Nazionale
Il 5 aprile del 1978 esordisce contro la Turchia (4-2).

## Palmarès

### Club

#### Competizioni nazionali
- Coppa di Lega inglese: 1

Oxford United: 1985-1986
- Campionato inglese di seconda divisione: 1

Oxford United: 1984-1985